# Neil Gaiman's Midnight Days
Neil Gaiman's Midnight Days è una raccolta del 1999 di nuove e precedenti pubblicazioni di storie scritte da Neil Gaiman e pubblicata dalla Vertigo, una filiale della DC Comics, in Italia è pubblicato dalla RW Lion.

## Storia
A causa della crescente popolarità di Gaiman grazie alla sua serie apprezzata dalla critica, The Sandman, la DC scelse di raccogliere alcune delle sue prime storie, e alcune difficili da trovare in un unico volume; furono incluse anche la storia di prova rifiutata dal precedente editore della DC, Karen Berger. La storia "Jack in the green", fu illustrata da Stephen R. Bissette e John Totleben, colorata da Tatjana Wood, e letterata da John Costanza, lo stesso team che lavorò alla maggior parte della serie Swamp Thing di Alan Moore.
Altre storie incluse nella collezione comprendono:
- "Hold Me", un racconto di John Constantine con illustrazioni del frequente collaboratore di Gaiman Dave McKean, pubblicato originariamente come Hellblazer n. 27[1];
- "Brothers", una storia si Swamp Thing in cui Swamp Thing non comparve, e ne prese il posto Brother Power the Geek, con illustrazioni di Richard Piers Rayner, Mike Hoffman e Kim DeMulder, originariamente pubblicata come Swamp Thing Annual n. 5[2];
- "Shaggy God Stories", una storia post-millennio con Floronic Man, con illustrazioni di Mike Mignola, anche questo tratto da Swamp Thing Annual n. 5[2];
- "Sandman Midnight Theatre", l'unico e solo incontro tra il Sandman della Golden Age e il Sogno degli Eterni, originariamente pubblicato come l'auto conclusivo Sandman Midnight Theatre, scritto da Matt Wagner e Neil Gaiman, con illustrazioni di Teddy Kristiansen[3].
- Una sequenza tratta da Welcome Back to the House of Mystery n. 1, illustrato da Sergio Aragonés.[4]

Da notare: una storia di Gaiman presente nell'Universo DC mai pubblicata, fu pubblicata successivamente con il titolo Lanterna Verde/Superman: Leggenda della Fiamma Verde.